# Archiwista (pismo)
Archiwista. Biuletyn Stowarzyszenia Archiwistów Polskich – kwartalnik wydawany od 1965 (od 1986 rocznik) wydawany przez Zarząd Główny Stowarzyszenia Archiwistów Polskich. Redaktorem naczelnym był Zygmunt Kolankowski, od nr 1/2 (1985) zastąpił go Mieczysław Motas. Pismo ukazywało się do 1995 roku. Kontynuacją jest „Archiwista Polski”. 